# La Treille
La Treille ist ein Stadtteil von Marseille im 11. Arrondissement der Stadt im Département Bouches-du-Rhône mit etwa 900 Einwohnern.

## Geschichte
La Treille war der Übername eines gewissen Paul Guilhem, dem Namensgeber des Ortes. Der alte provenzalische Dorfkern stammt zum Teil noch aus dem 17. Jahrhundert. Gegen Ende des 19. Jahrhunderts wurde die Kirche im Dorfkern gebaut, die dem heiligen Dominikus geweiht ist. Bekannt wurde der Ort vor allem durch die autobiografischen Schriften von Marcel Pagnol, die dieser in seinem Haus La Pascaline niederschrieb. Auch seine ersten Filme drehte Pagnol in La Treille, zum Teil mit Einheimischen. Er liegt auf dem Dorffriedhof begraben.

### Bilder

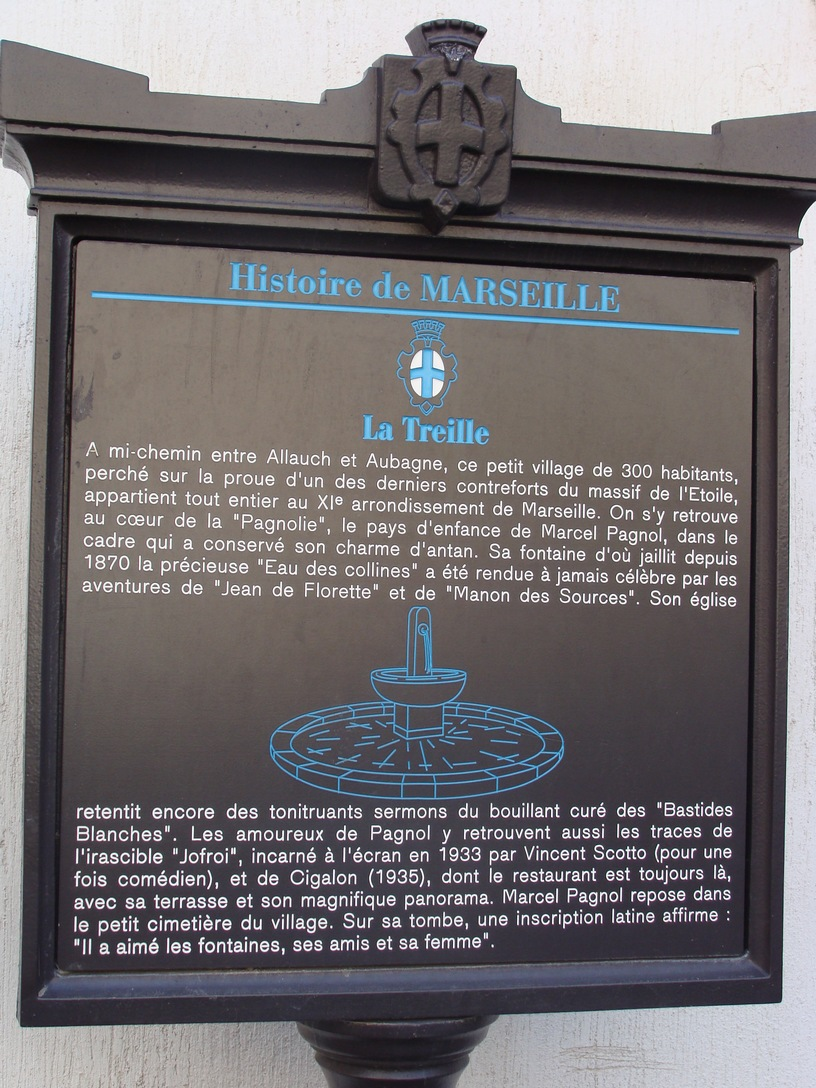
Informationstafel
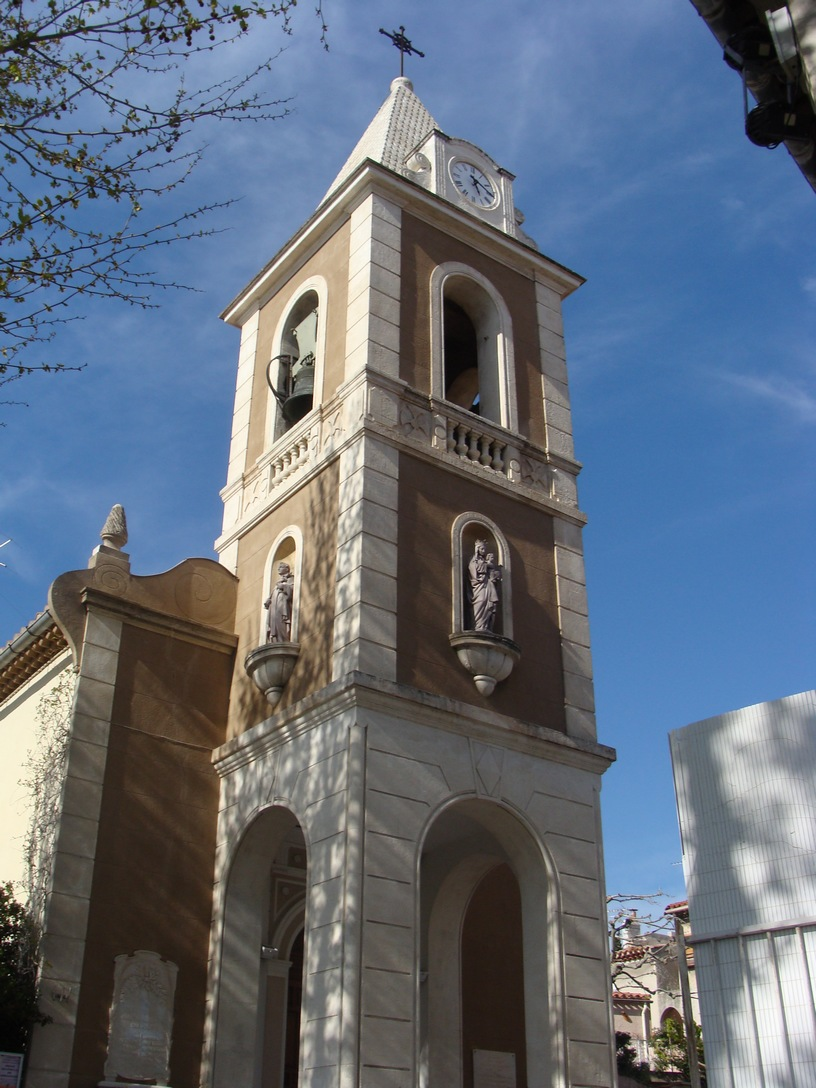
Die Kirche von La Treille
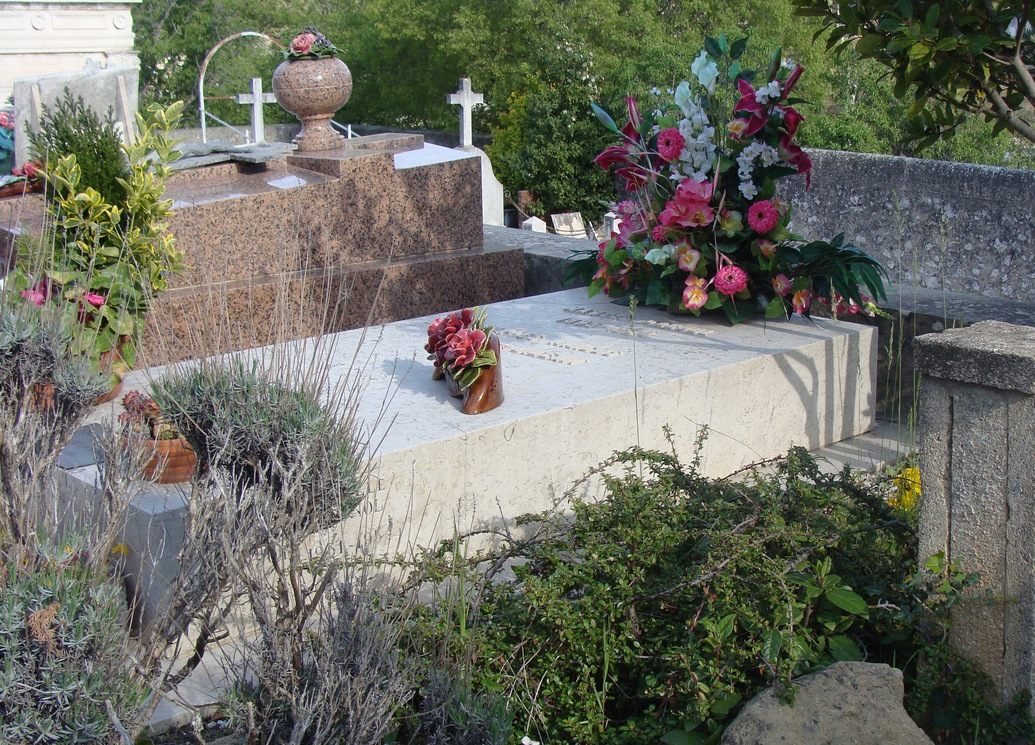
Pagnols Grab
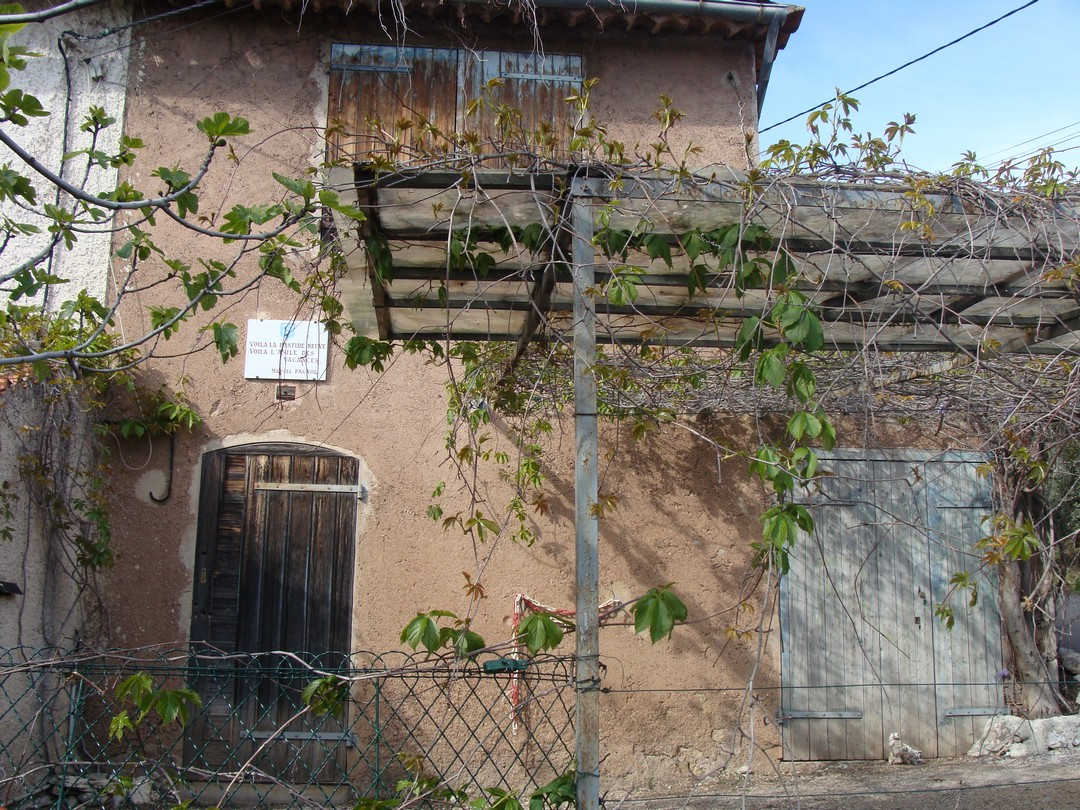
La Bastide neuve, Ferienquartier der Familie Pagnol